# 科羅拉多城 (科羅拉多州)
科羅拉多城（英語：Colorado City）是位於美國科羅拉多州普韋布洛縣的一個人口普查指定地區。

## 地理
科羅拉多城的座標為38°56′43″N 104°50′27″W / 38.94528°N 104.84083°W，而該地最高點為海拔高度1784米（即5853英尺）。

## 人口
根據2010年美國人口普查的數據，科羅拉多城的面積為39.030平方千米，當中陸地面積為38.735平方千米，而水域面積為0.295平方千米。當地共有人口2193人，而人口密度為每平方千米56人。